# Lutol Suchy
Lutol Suchy (niem. Dürrlettel) – wieś w Polsce położona w województwie lubuskim, w powiecie międzyrzeckim, w gminie Trzciel.

## Historia
Miejscowość pierwotnie związana była z Wielkopolską. Ma metrykę średniowieczną i istnieje co najmniej od początku XV wieku. Wymieniona w dokumencie zapisanym po łacinie z 1400 jako „Suche Luthole”, 1408 „Suche Lutole”, 1415 „Schuche Luthole”, 1416 „Lutole”, 1506 „Szuchy Luthol”, 1508 „Luthol, Luthole Szuche”, 1510 „Lewków”, 1545 „Suche Litolie”, 1944 „Dürrlettel” .
Miejscowość była wsią królewską. Wspominały ją historyczne dokumenty prawne, własnościowe i podatkowe. W 1408 Dzierżek Smolka osiadły we wsi królewskiej Suchy Lutol wniósł sprawę sądową z pretensjami do dóbr opata paradyskiego, w Wyszanowie i Wyszanowie Małym; sąd utrzymał opata przy jego prawach. W 1415 jako świadek wymieniony jest kolejny mieszkaniec wsi Dziersław. W 1424 imiennie wymieniony został sołtys wsi Maciej. W 1467 szlachcic Michał Oganka niegdyś dziedzic w Chobienicy, sołtys w Suchym Lutolu sprzedał sołectwo w Rogozińcu w powiecie kościańskim .
W 1506 wieś należała do parafii Chociszewskiej, a w 1508 do powiatu poznańskiego Korony Królestwa Polskiego. W 1508 odnotowano pobór od 20 łanów, wiardunek od karczmy, oraz płatność 6 groszy od drugiej karczmy. W 1509 podatek od 20 łanów, dwóch łanów sołectwa, oraz 6. groszy od karczmy. Druga karczma była opuszczona. W 1510 wieś miała 3 łany sołtysie i 20 łanów kmiecych. W 1538 Wojciech Lwowski [Ostroróg] w działach ze Stanisławem Lwowskim swym stryjem oraz dziećmi zmarłego stryja Marcina Lwowskiego otrzymał spadek: Trzciel oraz wsie Lutol Suchy, Lagowiec, Bukowiec i Rybojady. W 1545 król polski Zygmunt II August zezwolił dwóm Stanisławom oraz Wojciechowi Lwowskim na wykup sołectwa we wsi Suchy Lutol. W 1550 król Zygmunt August nadał Mikołajowi Myszkowskiemu krajczemu koronnemu, staroście międzyrzeckiemu wieś Suchy Lutol z wójtostwem oraz prawem dziedzicznym. W 1563 pobrano płatność od 20 łanów, karczmy dziedzicznej, karczmy dorocznej, od dwóch komorników, dwóch rzemieślników. W 1577 tenutariuszem i płatnikiem podatków był Maciejewski. W 1580 od we wsi odnotowano 20 łanów, 10 zagrodników płacących po 6 groszy, 3 zagrodników uiszczających opłatę po 12 groszy, 5 rzemieślników, 8 komorników płacących po 2 grosze, jednego komornika płacącego 8 groszy, a także jednego Szkota mieszkającego we wsi, 57 owiec, pastucha, gorzelnię oraz wiatrak .
Wieś królewska należąca do starostwa międzyrzeckiego, pod koniec XVI wieku leżała w powiecie poznańskim województwa poznańskiego w Rzeczypospolitej Obojga Narodów.
Wieś położona jest na zachodnich rubieżach historycznej Wielkopolski. W wyniku II rozbioru Rzeczypospolitej Lutol Suchy został wcielony w roku 1793 do Prus. W 1945 roku wszedł w skład Polski, zaś jego dotychczasową ludność wysiedlono do Niemiec.
W latach 1954–1961 wieś należała i była siedzibą władz gromady Lutol Suchy, po jej zniesieniu w gromadzie Brójce. W latach 1975–1998 miejscowość administracyjnie należała do województwa gorzowskiego.

## Zabytki
- Kościół filialny pw. św. Piotra i Pawła Apostoła, neogotycki[6] z XIX wieku. Kościół spłonął[7].

## Transport
Przez Lutol Suchy przebiegają:
- droga krajowa nr 92 (do 2012 r. nr 2 E30, do 1985 r. trasa E8),
- linia kolejowa nr 367 (stacja kolejowa).